# Khankhuuluu

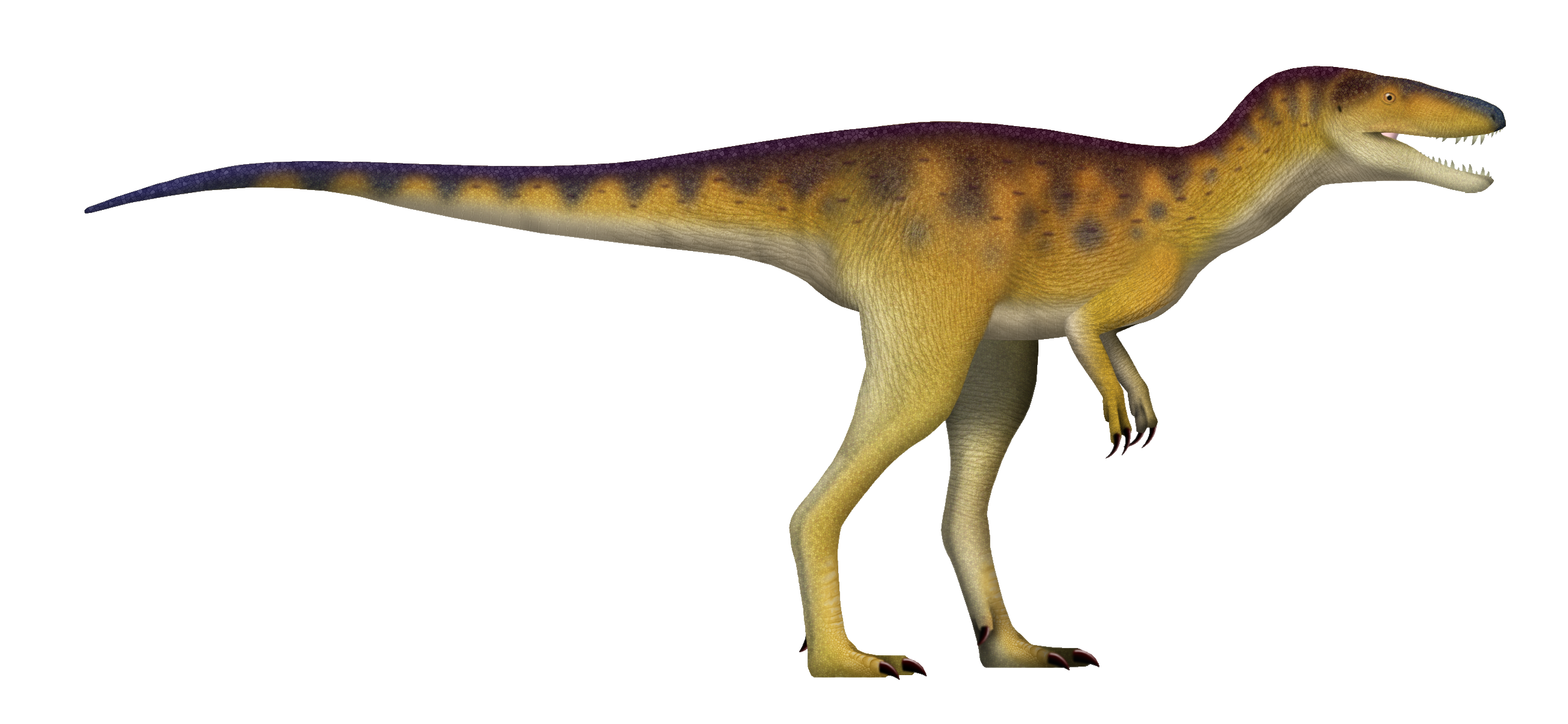
Khankhuuluu mongoliensis

Khankhuuluu is een geslacht van vleesetende theropode dinosauriërs, behorende tot de Tyrannosauroidea, dat tijdens het late Krijt leefde in het gebied van het huidige Mongolië. De enige benoemde soort is Khankhuuluu mongoliensis.

## Vondst en naamgeving
In 1972 en 1973 voerde een Sovjet-Mongoolse expeditie opgravingen uit bij Baisjin-Tsav. Daarbij werden twee skeletten gevonden van een middelgrote theropode. Die werden in 1977 door Altangerel Perle toegewezen aan Alectrosaurus olseni. In 2005 concludeerde Thomas Carr dat die toewijzing niet gerechtvaardigd was en dat het om een nog onbenoemde soort ging.
In 2025 werd de typesoort Khankhuuluu mongoliensis benoemd en beschreven door Jared T. Voris, Darla K. Zelenitsky, Yoshitsugu Kobayashi, Sean P. Modesto, François Therrien, Hiroki Tsutsumi, Tsogtbaatar Chinzorig en Khishigjav Tsogtbaatar. De geslachtsnaam is afgeleid van het Mongools khankhuu (een Engelse transliteratie van ханхүү, "chanchuu"), "prins", en luu (луу), "draak". Het dier werd "prins" genoemd omdat het als een kleinere voorloper gezien werd van de latere Tyrannosauridae, de "koningen" van deze theropode dynastie. De soortaanduiding verwijst naar de herkomst uit Mongolië.
Het holotype, MPC-D 100/50, is gevonden in een laag van de Bayan Shireh-formatie die ongeveer negentig miljoen jaar oud is. Het bestaat uit een gedeeltelijk skelet met schedel. Het omvat zoals gevonden het neusbeen, het linkertraanbeen, beide quadrata, een ploegschaarbeen, de ectopterygoïden, de pterygoïden, de bovenkaaksbeenderen, de dentaria, drie ruggenwervels, zeventien staartwervels, een vorkbeen, de linkerschoudergordel en het derde linkermiddenvoetsbeen. In 2025 bleek een fors deel van het schedelmateriaal zoek waaronder de bovenkaaksbeenderen en de onderkaken. Een tweede gedeeltelijk skelet, iets later gevonden, specimen MPC-D 100/51, werd toegewezen. Het omvat ook wat schedelbotten, het linkerbekken en delen van de rechterachterpoot. Beide exemplaren betreffen volwassen individuen.

## Beschrijving
Khankhuuluu is ruim vier meter lang, bij een gewicht van 750 kilogram. De schedels zijn zestig tot zeventig centimeter lang.
Verschillende onderscheidende kenmerken werden vastgesteld. De binnenrand van het contact van het quadratojugale met het quadratum eindigt zijwaarts van de binnenrand van het quadratum foramen, wat uniek is voor de Tyrannosauroidea. Het neusbeen heeft extra uitsteeksels voor het contact met het voorhoofdsbeen. De eerste twee of drie tanden in het bovenkaaksbeen zijn overdwars afgeplat. Het derde middenvoetsbeen is over de helft van de lengte aan de achterzijde toegeknepen. Het derde middenvoetsbeen heeft onderaan geen uitsteeksel op de zoolzijde voor de pees van de strekkende spier. De premaxillaire tanden missen kartelingen.
Khankhuuluu toont een mengeling van basale en afgeleide kenmerken. Basaal is de geringe ornamentering van het schedeldak; de horizontale oriëntatie van de hoorns van de traanbeenderen; het ontbreken van een insnoering aan de achterrand van de oogkas; het hoge aantal van zeventien maxillaire en negentien dentaire tanden; de afgeplatte vorm van de tanden; de lage schedel; het taps toelopende achterblad van het darmbeen en een lang scheenbeen.
Afgeleid is de ruwe beennaad tussen de neusbeenderen; de hoge wervellichamen van de rug met lange doornuitsteeksels; een zitbeen met een smal uiteinde maar met een groot uitsteeksel op de achterrand en een  trochanter minor die even lang is als de trochanter major.

## Fylogenie
Khankhuuluu is in de Tyrannosauroidea geplaatst, in een afgeleide positie als zustersoort van de Eutyrannosauria.
De positie in de evolutionaire stamboom volgens het beschrijvende artikel toont dit kladogram.
|  | Juratyrant    |
|  |               |
|  | Stokesosaurus |
|  |               |

|  | Dryptosaurus                                                         |
|  |                                                                      |
|  | \| \| Appalachiosaurus \| \| \| \| \| \| Tyrannosauridae \| \| \| \| |
|  |                                                                      |
|  | Appalachiosaurus                                                     |
|  |                                                                      |
|  | Tyrannosauridae                                                      |
|  |                                                                      |

|  | Appalachiosaurus |
|  |                  |
|  | Tyrannosauridae  |
|  |                  |

|  | Dryptosaurus                                                         |
|  |                                                                      |
|  | \| \| Appalachiosaurus \| \| \| \| \| \| Tyrannosauridae \| \| \| \| |
|  |                                                                      |
|  | Appalachiosaurus                                                     |
|  |                                                                      |
|  | Tyrannosauridae                                                      |
|  |                                                                      |

|  | Appalachiosaurus |
|  |                  |
|  | Tyrannosauridae  |
|  |                  |

|  | Dryptosaurus                                                         |
|  |                                                                      |
|  | \| \| Appalachiosaurus \| \| \| \| \| \| Tyrannosauridae \| \| \| \| |
|  |                                                                      |
|  | Appalachiosaurus                                                     |
|  |                                                                      |
|  | Tyrannosauridae                                                      |
|  |                                                                      |

|  | Appalachiosaurus |
|  |                  |
|  | Tyrannosauridae  |
|  |                  |

|  | Dryptosaurus                                                         |
|  |                                                                      |
|  | \| \| Appalachiosaurus \| \| \| \| \| \| Tyrannosauridae \| \| \| \| |
|  |                                                                      |
|  | Appalachiosaurus                                                     |
|  |                                                                      |
|  | Tyrannosauridae                                                      |
|  |                                                                      |

|  | Appalachiosaurus |
|  |                  |
|  | Tyrannosauridae  |
|  |                  |

|  | Dryptosaurus                                                         |
|  |                                                                      |
|  | \| \| Appalachiosaurus \| \| \| \| \| \| Tyrannosauridae \| \| \| \| |
|  |                                                                      |
|  | Appalachiosaurus                                                     |
|  |                                                                      |
|  | Tyrannosauridae                                                      |
|  |                                                                      |

|  | Appalachiosaurus |
|  |                  |
|  | Tyrannosauridae  |
|  |                  |

|  | Dryptosaurus                                                         |
|  |                                                                      |
|  | \| \| Appalachiosaurus \| \| \| \| \| \| Tyrannosauridae \| \| \| \| |
|  |                                                                      |
|  | Appalachiosaurus                                                     |
|  |                                                                      |
|  | Tyrannosauridae                                                      |
|  |                                                                      |

|  | Appalachiosaurus |
|  |                  |
|  | Tyrannosauridae  |
|  |                  |

|  | Dryptosaurus                                                         |
|  |                                                                      |
|  | \| \| Appalachiosaurus \| \| \| \| \| \| Tyrannosauridae \| \| \| \| |
|  |                                                                      |
|  | Appalachiosaurus                                                     |
|  |                                                                      |
|  | Tyrannosauridae                                                      |
|  |                                                                      |

|  | Appalachiosaurus |
|  |                  |
|  | Tyrannosauridae  |
|  |                  |

|  | Dryptosaurus                                                         |
|  |                                                                      |
|  | \| \| Appalachiosaurus \| \| \| \| \| \| Tyrannosauridae \| \| \| \| |
|  |                                                                      |
|  | Appalachiosaurus                                                     |
|  |                                                                      |
|  | Tyrannosauridae                                                      |
|  |                                                                      |

|  | Appalachiosaurus |
|  |                  |
|  | Tyrannosauridae  |
|  |                  |

|  | Dryptosaurus                                                         |
|  |                                                                      |
|  | \| \| Appalachiosaurus \| \| \| \| \| \| Tyrannosauridae \| \| \| \| |
|  |                                                                      |
|  | Appalachiosaurus                                                     |
|  |                                                                      |
|  | Tyrannosauridae                                                      |
|  |                                                                      |

|  | Appalachiosaurus |
|  |                  |
|  | Tyrannosauridae  |
|  |                  |

|  | Dryptosaurus                                                         |
|  |                                                                      |
|  | \| \| Appalachiosaurus \| \| \| \| \| \| Tyrannosauridae \| \| \| \| |
|  |                                                                      |
|  | Appalachiosaurus                                                     |
|  |                                                                      |
|  | Tyrannosauridae                                                      |
|  |                                                                      |

|  | Appalachiosaurus |
|  |                  |
|  | Tyrannosauridae  |
|  |                  |

|  | Dryptosaurus                                                         |
|  |                                                                      |
|  | \| \| Appalachiosaurus \| \| \| \| \| \| Tyrannosauridae \| \| \| \| |
|  |                                                                      |
|  | Appalachiosaurus                                                     |
|  |                                                                      |
|  | Tyrannosauridae                                                      |
|  |                                                                      |

|  | Appalachiosaurus |
|  |                  |
|  | Tyrannosauridae  |
|  |                  |

|  | Dryptosaurus                                                         |
|  |                                                                      |
|  | \| \| Appalachiosaurus \| \| \| \| \| \| Tyrannosauridae \| \| \| \| |
|  |                                                                      |
|  | Appalachiosaurus                                                     |
|  |                                                                      |
|  | Tyrannosauridae                                                      |
|  |                                                                      |

|  | Appalachiosaurus |
|  |                  |
|  | Tyrannosauridae  |
|  |                  |

|  | Dryptosaurus                                                         |
|  |                                                                      |
|  | \| \| Appalachiosaurus \| \| \| \| \| \| Tyrannosauridae \| \| \| \| |
|  |                                                                      |
|  | Appalachiosaurus                                                     |
|  |                                                                      |
|  | Tyrannosauridae                                                      |
|  |                                                                      |

|  | Appalachiosaurus |
|  |                  |
|  | Tyrannosauridae  |
|  |                  |

|  | Dryptosaurus                                                         |
|  |                                                                      |
|  | \| \| Appalachiosaurus \| \| \| \| \| \| Tyrannosauridae \| \| \| \| |
|  |                                                                      |
|  | Appalachiosaurus                                                     |
|  |                                                                      |
|  | Tyrannosauridae                                                      |
|  |                                                                      |

|  | Appalachiosaurus |
|  |                  |
|  | Tyrannosauridae  |
|  |                  |

|  | Dryptosaurus                                                         |
|  |                                                                      |
|  | \| \| Appalachiosaurus \| \| \| \| \| \| Tyrannosauridae \| \| \| \| |
|  |                                                                      |
|  | Appalachiosaurus                                                     |
|  |                                                                      |
|  | Tyrannosauridae                                                      |
|  |                                                                      |

|  | Appalachiosaurus |
|  |                  |
|  | Tyrannosauridae  |
|  |                  |

|  | Dryptosaurus                                                         |
|  |                                                                      |
|  | \| \| Appalachiosaurus \| \| \| \| \| \| Tyrannosauridae \| \| \| \| |
|  |                                                                      |
|  | Appalachiosaurus                                                     |
|  |                                                                      |
|  | Tyrannosauridae                                                      |
|  |                                                                      |

|  | Appalachiosaurus |
|  |                  |
|  | Tyrannosauridae  |
|  |                  |

|  | Dryptosaurus                                                         |
|  |                                                                      |
|  | \| \| Appalachiosaurus \| \| \| \| \| \| Tyrannosauridae \| \| \| \| |
|  |                                                                      |
|  | Appalachiosaurus                                                     |
|  |                                                                      |
|  | Tyrannosauridae                                                      |
|  |                                                                      |

|  | Appalachiosaurus |
|  |                  |
|  | Tyrannosauridae  |
|  |                  |

|  | Dryptosaurus                                                         |
|  |                                                                      |
|  | \| \| Appalachiosaurus \| \| \| \| \| \| Tyrannosauridae \| \| \| \| |
|  |                                                                      |
|  | Appalachiosaurus                                                     |
|  |                                                                      |
|  | Tyrannosauridae                                                      |
|  |                                                                      |

|  | Appalachiosaurus |
|  |                  |
|  | Tyrannosauridae  |
|  |                  |

|  | Dryptosaurus                                                         |
|  |                                                                      |
|  | \| \| Appalachiosaurus \| \| \| \| \| \| Tyrannosauridae \| \| \| \| |
|  |                                                                      |
|  | Appalachiosaurus                                                     |
|  |                                                                      |
|  | Tyrannosauridae                                                      |
|  |                                                                      |

|  | Appalachiosaurus |
|  |                  |
|  | Tyrannosauridae  |
|  |                  |

|  | Dryptosaurus                                                         |
|  |                                                                      |
|  | \| \| Appalachiosaurus \| \| \| \| \| \| Tyrannosauridae \| \| \| \| |
|  |                                                                      |
|  | Appalachiosaurus                                                     |
|  |                                                                      |
|  | Tyrannosauridae                                                      |
|  |                                                                      |

|  | Appalachiosaurus |
|  |                  |
|  | Tyrannosauridae  |
|  |                  |

|  | Dryptosaurus                                                         |
|  |                                                                      |
|  | \| \| Appalachiosaurus \| \| \| \| \| \| Tyrannosauridae \| \| \| \| |
|  |                                                                      |
|  | Appalachiosaurus                                                     |
|  |                                                                      |
|  | Tyrannosauridae                                                      |
|  |                                                                      |

|  | Appalachiosaurus |
|  |                  |
|  | Tyrannosauridae  |
|  |                  |

|  | Dryptosaurus                                                         |
|  |                                                                      |
|  | \| \| Appalachiosaurus \| \| \| \| \| \| Tyrannosauridae \| \| \| \| |
|  |                                                                      |
|  | Appalachiosaurus                                                     |
|  |                                                                      |
|  | Tyrannosauridae                                                      |
|  |                                                                      |

|  | Appalachiosaurus |
|  |                  |
|  | Tyrannosauridae  |
|  |                  |

|  | Dryptosaurus                                                         |
|  |                                                                      |
|  | \| \| Appalachiosaurus \| \| \| \| \| \| Tyrannosauridae \| \| \| \| |
|  |                                                                      |
|  | Appalachiosaurus                                                     |
|  |                                                                      |
|  | Tyrannosauridae                                                      |
|  |                                                                      |

|  | Appalachiosaurus |
|  |                  |
|  | Tyrannosauridae  |
|  |                  |

|  | Dryptosaurus                                                         |
|  |                                                                      |
|  | \| \| Appalachiosaurus \| \| \| \| \| \| Tyrannosauridae \| \| \| \| |
|  |                                                                      |
|  | Appalachiosaurus                                                     |
|  |                                                                      |
|  | Tyrannosauridae                                                      |
|  |                                                                      |

|  | Appalachiosaurus |
|  |                  |
|  | Tyrannosauridae  |
|  |                  |

|  | Dryptosaurus                                                         |
|  |                                                                      |
|  | \| \| Appalachiosaurus \| \| \| \| \| \| Tyrannosauridae \| \| \| \| |
|  |                                                                      |
|  | Appalachiosaurus                                                     |
|  |                                                                      |
|  | Tyrannosauridae                                                      |
|  |                                                                      |

|  | Appalachiosaurus |
|  |                  |
|  | Tyrannosauridae  |
|  |                  |

|  | Dryptosaurus                                                         |
|  |                                                                      |
|  | \| \| Appalachiosaurus \| \| \| \| \| \| Tyrannosauridae \| \| \| \| |
|  |                                                                      |
|  | Appalachiosaurus                                                     |
|  |                                                                      |
|  | Tyrannosauridae                                                      |
|  |                                                                      |

|  | Appalachiosaurus |
|  |                  |
|  | Tyrannosauridae  |
|  |                  |

|  | Dryptosaurus                                                         |
|  |                                                                      |
|  | \| \| Appalachiosaurus \| \| \| \| \| \| Tyrannosauridae \| \| \| \| |
|  |                                                                      |
|  | Appalachiosaurus                                                     |
|  |                                                                      |
|  | Tyrannosauridae                                                      |
|  |                                                                      |

|  | Appalachiosaurus |
|  |                  |
|  | Tyrannosauridae  |
|  |                  |

|  | Dryptosaurus                                                         |
|  |                                                                      |
|  | \| \| Appalachiosaurus \| \| \| \| \| \| Tyrannosauridae \| \| \| \| |
|  |                                                                      |
|  | Appalachiosaurus                                                     |
|  |                                                                      |
|  | Tyrannosauridae                                                      |
|  |                                                                      |

|  | Appalachiosaurus |
|  |                  |
|  | Tyrannosauridae  |
|  |                  |

|  | Dryptosaurus                                                         |
|  |                                                                      |
|  | \| \| Appalachiosaurus \| \| \| \| \| \| Tyrannosauridae \| \| \| \| |
|  |                                                                      |
|  | Appalachiosaurus                                                     |
|  |                                                                      |
|  | Tyrannosauridae                                                      |
|  |                                                                      |

|  | Appalachiosaurus |
|  |                  |
|  | Tyrannosauridae  |
|  |                  |

|  | Dryptosaurus                                                         |
|  |                                                                      |
|  | \| \| Appalachiosaurus \| \| \| \| \| \| Tyrannosauridae \| \| \| \| |
|  |                                                                      |
|  | Appalachiosaurus                                                     |
|  |                                                                      |
|  | Tyrannosauridae                                                      |
|  |                                                                      |

|  | Appalachiosaurus |
|  |                  |
|  | Tyrannosauridae  |
|  |                  |

|  | Dryptosaurus                                                         |
|  |                                                                      |
|  | \| \| Appalachiosaurus \| \| \| \| \| \| Tyrannosauridae \| \| \| \| |
|  |                                                                      |
|  | Appalachiosaurus                                                     |
|  |                                                                      |
|  | Tyrannosauridae                                                      |
|  |                                                                      |

|  | Appalachiosaurus |
|  |                  |
|  | Tyrannosauridae  |
|  |                  |

|  | Dryptosaurus                                                         |
|  |                                                                      |
|  | \| \| Appalachiosaurus \| \| \| \| \| \| Tyrannosauridae \| \| \| \| |
|  |                                                                      |
|  | Appalachiosaurus                                                     |
|  |                                                                      |
|  | Tyrannosauridae                                                      |
|  |                                                                      |

|  | Appalachiosaurus |
|  |                  |
|  | Tyrannosauridae  |
|  |                  |

|  | Juratyrant    |
|  |               |
|  | Stokesosaurus |
|  |               |

|  | Dryptosaurus                                                         |
|  |                                                                      |
|  | \| \| Appalachiosaurus \| \| \| \| \| \| Tyrannosauridae \| \| \| \| |
|  |                                                                      |
|  | Appalachiosaurus                                                     |
|  |                                                                      |
|  | Tyrannosauridae                                                      |
|  |                                                                      |

|  | Appalachiosaurus |
|  |                  |
|  | Tyrannosauridae  |
|  |                  |

|  | Dryptosaurus                                                         |
|  |                                                                      |
|  | \| \| Appalachiosaurus \| \| \| \| \| \| Tyrannosauridae \| \| \| \| |
|  |                                                                      |
|  | Appalachiosaurus                                                     |
|  |                                                                      |
|  | Tyrannosauridae                                                      |
|  |                                                                      |

|  | Appalachiosaurus |
|  |                  |
|  | Tyrannosauridae  |
|  |                  |

|  | Dryptosaurus                                                         |
|  |                                                                      |
|  | \| \| Appalachiosaurus \| \| \| \| \| \| Tyrannosauridae \| \| \| \| |
|  |                                                                      |
|  | Appalachiosaurus                                                     |
|  |                                                                      |
|  | Tyrannosauridae                                                      |
|  |                                                                      |

|  | Appalachiosaurus |
|  |                  |
|  | Tyrannosauridae  |
|  |                  |

|  | Dryptosaurus                                                         |
|  |                                                                      |
|  | \| \| Appalachiosaurus \| \| \| \| \| \| Tyrannosauridae \| \| \| \| |
|  |                                                                      |
|  | Appalachiosaurus                                                     |
|  |                                                                      |
|  | Tyrannosauridae                                                      |
|  |                                                                      |

|  | Appalachiosaurus |
|  |                  |
|  | Tyrannosauridae  |
|  |                  |

|  | Dryptosaurus                                                         |
|  |                                                                      |
|  | \| \| Appalachiosaurus \| \| \| \| \| \| Tyrannosauridae \| \| \| \| |
|  |                                                                      |
|  | Appalachiosaurus                                                     |
|  |                                                                      |
|  | Tyrannosauridae                                                      |
|  |                                                                      |

|  | Appalachiosaurus |
|  |                  |
|  | Tyrannosauridae  |
|  |                  |

|  | Dryptosaurus                                                         |
|  |                                                                      |
|  | \| \| Appalachiosaurus \| \| \| \| \| \| Tyrannosauridae \| \| \| \| |
|  |                                                                      |
|  | Appalachiosaurus                                                     |
|  |                                                                      |
|  | Tyrannosauridae                                                      |
|  |                                                                      |

|  | Appalachiosaurus |
|  |                  |
|  | Tyrannosauridae  |
|  |                  |

|  | Dryptosaurus                                                         |
|  |                                                                      |
|  | \| \| Appalachiosaurus \| \| \| \| \| \| Tyrannosauridae \| \| \| \| |
|  |                                                                      |
|  | Appalachiosaurus                                                     |
|  |                                                                      |
|  | Tyrannosauridae                                                      |
|  |                                                                      |

|  | Appalachiosaurus |
|  |                  |
|  | Tyrannosauridae  |
|  |                  |

|  | Dryptosaurus                                                         |
|  |                                                                      |
|  | \| \| Appalachiosaurus \| \| \| \| \| \| Tyrannosauridae \| \| \| \| |
|  |                                                                      |
|  | Appalachiosaurus                                                     |
|  |                                                                      |
|  | Tyrannosauridae                                                      |
|  |                                                                      |

|  | Appalachiosaurus |
|  |                  |
|  | Tyrannosauridae  |
|  |                  |

|  | Dryptosaurus                                                         |
|  |                                                                      |
|  | \| \| Appalachiosaurus \| \| \| \| \| \| Tyrannosauridae \| \| \| \| |
|  |                                                                      |
|  | Appalachiosaurus                                                     |
|  |                                                                      |
|  | Tyrannosauridae                                                      |
|  |                                                                      |

|  | Appalachiosaurus |
|  |                  |
|  | Tyrannosauridae  |
|  |                  |

|  | Dryptosaurus                                                         |
|  |                                                                      |
|  | \| \| Appalachiosaurus \| \| \| \| \| \| Tyrannosauridae \| \| \| \| |
|  |                                                                      |
|  | Appalachiosaurus                                                     |
|  |                                                                      |
|  | Tyrannosauridae                                                      |
|  |                                                                      |

|  | Appalachiosaurus |
|  |                  |
|  | Tyrannosauridae  |
|  |                  |

|  | Dryptosaurus                                                         |
|  |                                                                      |
|  | \| \| Appalachiosaurus \| \| \| \| \| \| Tyrannosauridae \| \| \| \| |
|  |                                                                      |
|  | Appalachiosaurus                                                     |
|  |                                                                      |
|  | Tyrannosauridae                                                      |
|  |                                                                      |

|  | Appalachiosaurus |
|  |                  |
|  | Tyrannosauridae  |
|  |                  |

|  | Dryptosaurus                                                         |
|  |                                                                      |
|  | \| \| Appalachiosaurus \| \| \| \| \| \| Tyrannosauridae \| \| \| \| |
|  |                                                                      |
|  | Appalachiosaurus                                                     |
|  |                                                                      |
|  | Tyrannosauridae                                                      |
|  |                                                                      |

|  | Appalachiosaurus |
|  |                  |
|  | Tyrannosauridae  |
|  |                  |

|  | Dryptosaurus                                                         |
|  |                                                                      |
|  | \| \| Appalachiosaurus \| \| \| \| \| \| Tyrannosauridae \| \| \| \| |
|  |                                                                      |
|  | Appalachiosaurus                                                     |
|  |                                                                      |
|  | Tyrannosauridae                                                      |
|  |                                                                      |

|  | Appalachiosaurus |
|  |                  |
|  | Tyrannosauridae  |
|  |                  |

|  | Dryptosaurus                                                         |
|  |                                                                      |
|  | \| \| Appalachiosaurus \| \| \| \| \| \| Tyrannosauridae \| \| \| \| |
|  |                                                                      |
|  | Appalachiosaurus                                                     |
|  |                                                                      |
|  | Tyrannosauridae                                                      |
|  |                                                                      |

|  | Appalachiosaurus |
|  |                  |
|  | Tyrannosauridae  |
|  |                  |

|  | Dryptosaurus                                                         |
|  |                                                                      |
|  | \| \| Appalachiosaurus \| \| \| \| \| \| Tyrannosauridae \| \| \| \| |
|  |                                                                      |
|  | Appalachiosaurus                                                     |
|  |                                                                      |
|  | Tyrannosauridae                                                      |
|  |                                                                      |

|  | Appalachiosaurus |
|  |                  |
|  | Tyrannosauridae  |
|  |                  |

|  | Dryptosaurus                                                         |
|  |                                                                      |
|  | \| \| Appalachiosaurus \| \| \| \| \| \| Tyrannosauridae \| \| \| \| |
|  |                                                                      |
|  | Appalachiosaurus                                                     |
|  |                                                                      |
|  | Tyrannosauridae                                                      |
|  |                                                                      |

|  | Appalachiosaurus |
|  |                  |
|  | Tyrannosauridae  |
|  |                  |

|  | Dryptosaurus                                                         |
|  |                                                                      |
|  | \| \| Appalachiosaurus \| \| \| \| \| \| Tyrannosauridae \| \| \| \| |
|  |                                                                      |
|  | Appalachiosaurus                                                     |
|  |                                                                      |
|  | Tyrannosauridae                                                      |
|  |                                                                      |

|  | Appalachiosaurus |
|  |                  |
|  | Tyrannosauridae  |
|  |                  |

|  | Dryptosaurus                                                         |
|  |                                                                      |
|  | \| \| Appalachiosaurus \| \| \| \| \| \| Tyrannosauridae \| \| \| \| |
|  |                                                                      |
|  | Appalachiosaurus                                                     |
|  |                                                                      |
|  | Tyrannosauridae                                                      |
|  |                                                                      |

|  | Appalachiosaurus |
|  |                  |
|  | Tyrannosauridae  |
|  |                  |

|  | Dryptosaurus                                                         |
|  |                                                                      |
|  | \| \| Appalachiosaurus \| \| \| \| \| \| Tyrannosauridae \| \| \| \| |
|  |                                                                      |
|  | Appalachiosaurus                                                     |
|  |                                                                      |
|  | Tyrannosauridae                                                      |
|  |                                                                      |

|  | Appalachiosaurus |
|  |                  |
|  | Tyrannosauridae  |
|  |                  |

|  | Dryptosaurus                                                         |
|  |                                                                      |
|  | \| \| Appalachiosaurus \| \| \| \| \| \| Tyrannosauridae \| \| \| \| |
|  |                                                                      |
|  | Appalachiosaurus                                                     |
|  |                                                                      |
|  | Tyrannosauridae                                                      |
|  |                                                                      |

|  | Appalachiosaurus |
|  |                  |
|  | Tyrannosauridae  |
|  |                  |

|  | Dryptosaurus                                                         |
|  |                                                                      |
|  | \| \| Appalachiosaurus \| \| \| \| \| \| Tyrannosauridae \| \| \| \| |
|  |                                                                      |
|  | Appalachiosaurus                                                     |
|  |                                                                      |
|  | Tyrannosauridae                                                      |
|  |                                                                      |

|  | Appalachiosaurus |
|  |                  |
|  | Tyrannosauridae  |
|  |                  |

|  | Dryptosaurus                                                         |
|  |                                                                      |
|  | \| \| Appalachiosaurus \| \| \| \| \| \| Tyrannosauridae \| \| \| \| |
|  |                                                                      |
|  | Appalachiosaurus                                                     |
|  |                                                                      |
|  | Tyrannosauridae                                                      |
|  |                                                                      |

|  | Appalachiosaurus |
|  |                  |
|  | Tyrannosauridae  |
|  |                  |

|  | Dryptosaurus                                                         |
|  |                                                                      |
|  | \| \| Appalachiosaurus \| \| \| \| \| \| Tyrannosauridae \| \| \| \| |
|  |                                                                      |
|  | Appalachiosaurus                                                     |
|  |                                                                      |
|  | Tyrannosauridae                                                      |
|  |                                                                      |

|  | Appalachiosaurus |
|  |                  |
|  | Tyrannosauridae  |
|  |                  |

|  | Dryptosaurus                                                         |
|  |                                                                      |
|  | \| \| Appalachiosaurus \| \| \| \| \| \| Tyrannosauridae \| \| \| \| |
|  |                                                                      |
|  | Appalachiosaurus                                                     |
|  |                                                                      |
|  | Tyrannosauridae                                                      |
|  |                                                                      |

|  | Appalachiosaurus |
|  |                  |
|  | Tyrannosauridae  |
|  |                  |

|  | Dryptosaurus                                                         |
|  |                                                                      |
|  | \| \| Appalachiosaurus \| \| \| \| \| \| Tyrannosauridae \| \| \| \| |
|  |                                                                      |
|  | Appalachiosaurus                                                     |
|  |                                                                      |
|  | Tyrannosauridae                                                      |
|  |                                                                      |

|  | Appalachiosaurus |
|  |                  |
|  | Tyrannosauridae  |
|  |                  |

|  | Dryptosaurus                                                         |
|  |                                                                      |
|  | \| \| Appalachiosaurus \| \| \| \| \| \| Tyrannosauridae \| \| \| \| |
|  |                                                                      |
|  | Appalachiosaurus                                                     |
|  |                                                                      |
|  | Tyrannosauridae                                                      |
|  |                                                                      |

|  | Appalachiosaurus |
|  |                  |
|  | Tyrannosauridae  |
|  |                  |

|  | Dryptosaurus                                                         |
|  |                                                                      |
|  | \| \| Appalachiosaurus \| \| \| \| \| \| Tyrannosauridae \| \| \| \| |
|  |                                                                      |
|  | Appalachiosaurus                                                     |
|  |                                                                      |
|  | Tyrannosauridae                                                      |
|  |                                                                      |

|  | Appalachiosaurus |
|  |                  |
|  | Tyrannosauridae  |
|  |                  |

|  | Dryptosaurus                                                         |
|  |                                                                      |
|  | \| \| Appalachiosaurus \| \| \| \| \| \| Tyrannosauridae \| \| \| \| |
|  |                                                                      |
|  | Appalachiosaurus                                                     |
|  |                                                                      |
|  | Tyrannosauridae                                                      |
|  |                                                                      |

|  | Appalachiosaurus |
|  |                  |
|  | Tyrannosauridae  |
|  |                  |

|  | Dryptosaurus                                                         |
|  |                                                                      |
|  | \| \| Appalachiosaurus \| \| \| \| \| \| Tyrannosauridae \| \| \| \| |
|  |                                                                      |
|  | Appalachiosaurus                                                     |
|  |                                                                      |
|  | Tyrannosauridae                                                      |
|  |                                                                      |

|  | Appalachiosaurus |
|  |                  |
|  | Tyrannosauridae  |
|  |                  |

|  | Dryptosaurus                                                         |
|  |                                                                      |
|  | \| \| Appalachiosaurus \| \| \| \| \| \| Tyrannosauridae \| \| \| \| |
|  |                                                                      |
|  | Appalachiosaurus                                                     |
|  |                                                                      |
|  | Tyrannosauridae                                                      |
|  |                                                                      |

|  | Appalachiosaurus |
|  |                  |
|  | Tyrannosauridae  |
|  |                  |

|  | Dryptosaurus                                                         |
|  |                                                                      |
|  | \| \| Appalachiosaurus \| \| \| \| \| \| Tyrannosauridae \| \| \| \| |
|  |                                                                      |
|  | Appalachiosaurus                                                     |
|  |                                                                      |
|  | Tyrannosauridae                                                      |
|  |                                                                      |

|  | Appalachiosaurus |
|  |                  |
|  | Tyrannosauridae  |
|  |                  |

|  | Dryptosaurus                                                         |
|  |                                                                      |
|  | \| \| Appalachiosaurus \| \| \| \| \| \| Tyrannosauridae \| \| \| \| |
|  |                                                                      |
|  | Appalachiosaurus                                                     |
|  |                                                                      |
|  | Tyrannosauridae                                                      |
|  |                                                                      |

|  | Appalachiosaurus |
|  |                  |
|  | Tyrannosauridae  |
|  |                  |

Volgens Voris drongen de Tyrannosauroidea kort na Khankhuuluu van Azië uit Noord-Amerika binnen. Een latere tak zou van daaruit weer naar Azië terugkeren om uiteindelijk opnieuw naar Noord-Amerika te gaan en Tyrannosaurus voort te brengen.

## Levenswijze
Voris stelde dat Khankhuluu een mesopredator was, die op middelgrote prooidieren joeg in een snelle achtervolgingsjacht. Daarop duiden de afgeplatte tanden en lange onderbenen.